# العدنة (حارة)

تعديل مصدري - تعديل

 العدنة إحدى حارات مدينة قرية المركز بمحافظة إب، بلغ تعداد سكانها 189 نسمة حسب تعداد اليمن لعام 2004.